# Foleștii de Jos, Vâlcea
Foleștii de Jos este un sat în comuna Tomșani din județul Vâlcea, Oltenia, România. Agricultura, pomicultura, apicultura și fânețe este principala sursă de venituri. Satul este situat la o altitudine de 290 metri, cu o climă continental-temperată de tranziție, o temperatură medie anuală de 80 C, nivelul anual al precipitațiilor fiind de 900 mm.

## Monumente istorice
- Biserica „Sf. Trei Ierarhi” din Foleștii de Jos